# Polycera capensis
Espèce
Polycera capensis est une espèce de nudibranches de la famille des Polyceridae.